# Franco Zauli
Franco Zauli, noto anche con lo pseudonimo di Jayfield (Roma, 23 dicembre 1923 – Roma, 28 maggio 2006), è stato un compositore, paroliere, pianista, nonché direttore d'orchestra italiano.

## Biografia
Spinto dalla famiglia, all'età di sei anni iniziò a suonare il pianoforte, diplomandosi in seguito al Conservatorio Santa Cecilia di Roma; nonostante la formazione classica, negli anni '40 intraprese la carriera come pianista di accompagnamento nelle riviste, lavorando tra gli altri con Wanda Osiris ed Erminio Macario.
Alla fine del decennio iniziò a suonare in alcuni gruppi jazz, attività che porterà avanti in varie formazioni nei decenni successivi.
Nel 1952 si iscrisse alla Siae e compose le prime canzoni, alcune di grande successo come A Roma è sempre primavera (con testo di Pino Cassia, con cui vinse il Festival di Velletri nel 1958), Se vuoi andare vai o Suspiranno nu nomme (quest'ultima particolarmente apprezzata dall'attrice hollywoodiana Esther Williams durante un suo soggiorno romano nel 1955); nel corso degli anni comporrà oltre tremila canzoni e musiche da film (tra cui alcuni spaghetti western come Alleluja e Sartana figli di... Dio); continuò però l'attività di pianista, accompagnando tra gli altri Bruno Venturini.
Nel 1965 scrisse per I Grisbi Ti graffio, su testo di Danpa. L'anno successivo il gruppo di Gegè Novi partecipò a Un disco per l'estate con una canzone scritta da Zauli, Dimmi bambina; nel 1967 Zauli scrisse per il complesso beat The Richard's Vado per le strade del mondo, con testo di Pinchi e di S. Censi.
Nel 1970 collaborò con Gian Piero Reverberi, con cui scrisse la musica per Il pescatore, portata al successo dall'autore del testo, il cantautore Fabrizio De André; nello stesso anno compose le musiche di In un solo momento, Una parola, L'incertezza e È tardi ormai per i Flashmen (in collaborazione con Mario Scrivano e Italo Salizzato, su testi dei fratelli Giorgio e Domenico Serengay).
Nel 1972 partecipò a Un disco per l'estate con Militare non partire, cantata da Gianna Pindi.
Lavorò come consulente musicale per molte case discografiche, tra cui la CGO, la Belldisc, la Produttori Associati, la Kansas e le varie etichette del gruppo Saar.
Negli anni '80 assunse ruoli di rilievo negli organi sociali della Siae.
Continuò a lavorare con la stessa passione di sempre fin quasi vero il decesso, avvenuto nel 2006. Morì per una crisi intestinale; i funerali si svolsero nella Chiesa degli artisti Santa Maria in Monte Santo a Roma.

## Le canzoni scritte da Franco Zauli
| Anno | Titolo                               | Autori del testo                                          | Autori della musica                                | Interpreti ed incisioni  |
| ---- | ------------------------------------ | --------------------------------------------------------- | -------------------------------------------------- | ------------------------ |
| 1953 | Suspiranno nu nomme... (Maria, Marì) | Guido Bernardo                                            | Franco Zauli                                       | Bruno Venturini          |
| 1961 | Domani ritorno a Roma                | Franco Zauli                                              | Franco Zauli                                       | Narciso Parigi           |
| 1964 | Paraviso senz'ammore                 | Giuseppe Cassia e Da Vinci                                | Franco Zauli                                       | Bruno Venturini          |
| 1965 | Ti graffio                           | Danpa                                                     | Franco Zauli                                       | I Grisbi                 |
| 1965 | Il biglietto                         | Marcello Cambi e Giovanni Rosettani                       | Franco Zauli e Astelvio Milini                     | Gesy Sebena              |
| 1966 | Dimmi bambina                        | Domenica Surace                                           | Franco Zauli e Consiglia De Majo                   | I Grisbi                 |
| 1966 | Il bene che ti voglio                | Dalmazio Masini                                           | Franco Zauli e Giancarlo Franzoni                  | Daniela                  |
| 1967 | Vado per le strade del mondo         | Pinchi                                                    | Franco Zauli e Sergio Censi                        | The Richard's            |
| 1968 | L'orsacchiotto nero                  | Ghigo Agosti e Federico Monti Arduini                     | Franco Zauli e Ghigo Agosti                        | Rico Agosti              |
| 1969 | Canto d'amore                        | Domenico Serengay e Serafino Di Tomaso                    | Danilo Pennone e Franco Zauli                      | Poeti                    |
| 1969 | Storie                               | Domenico Serengay e Serafino Di Tomaso                    | Danilo Pennone e Franco Zauli                      | Poeti                    |
| 1969 | Io non ti prego                      | Domenico Serengay, Giorgio Seren Gay e Laura Zanin        | Carlo Cordara e Franco Zauli                       | Attilio e gli Uh!        |
| 1969 | Una notte matta                      | Domenico Serengay, Giorgio Seren Gay e Laura Zanin        | Carlo Cordara e Franco Zauli                       | Attilio e gli Uh!        |
| 1969 | È così che ci amiano                 | Domenico Serengay                                         | Franco Zauli, Alfonso Corsini e Benedetto Miniati  | I Fratellini             |
| 1969 | Sto parlando con te                  | Lucio Salis                                               | Franco Zauli e Antonio Salis                       | Bat Bat                  |
| 1969 | Il sole splenderà                    | Lucio Salis e Franco Zauli                                | William Bell                                       | Bat Bat                  |
| 1970 | Ricorderai                           | Domenico Serengay                                         | Italo Salizzato e Franco Zauli                     | Carlo Gigli              |
| 1970 | Telefona si,telefona no              | Laura Zanin e Giessegi                                    | Arbik e Franco Zauli                               | Carlo Gigli              |
| 1970 | Morire di te                         | Franco Zauli e Primo Delcomune                            | Turi Golino                                        | Lino Gabri               |
| 1970 | Bella bella Maria                    | Franco Zauli e Primo Delcomune                            | John Rendall                                       | Lino Gabri               |
| 1970 | Il pescatore                         | Fabrizio De André                                         | Gian Piero Reverberi e Franco Zauli                | Fabrizio De André        |
| 1970 | Cristina                             | Domenico Seren Gay e Giorgio Seren Gay                    | Franco Zauli, Salvatore Golino e Antonio Simonetti | Rogers                   |
| 1970 | In questa città                      | Domenico Seren Gay e Giorgio Seren Gay                    | Franco Zauli, Salvatore Golino e Antonio Simonetti | Rogers                   |
| 1970 | Nella gran città                     | Vic Nocera e Domenico Seren Gay                           | Franco Zauli, Mario Scrivano                       | Danilo Dany              |
| 1970 | Bianca                               | Giorgio Seren Gay                                         | Franco Zauli, Mario Scrivano e Mario Barigazzi     | Danilo Dany              |
| 1970 | Coraggio                             | Lucio Salis                                               | Franco Zauli                                       | Bat Bat                  |
| 1970 | Quasi vent'anni con te               | Lucio Salis                                               | Franco Zauli                                       | Bat Bat                  |
| 1970 | È tardi ormai                        | Domenico Seren Gay e Giorgio Seren Gay                    | Mario Scrivano e Franco Zauli                      | Flashmen                 |
| 1970 | In un solo momento                   | Domenico Serengay e Giorgio Seren Gay                     | Mario Scrivano e Franco Zauli                      | Flashmen                 |
| 1970 | Qui                                  | Pier Benito Greco, Domenico Seren Gay e Giorgio Seren Gay | Mario Scrivano e Franco Zauli                      | Franco Tozzi             |
| 1970 | Poco fa                              | Pier Benito Greco                                         | Mario Scrivano e Franco Zauli                      | Franco Tozzi             |
| 1971 | L'amore, l'amore                     | Franco Clivio e Luciana Medini                            | Mario Mellier e Franco Zauli                       | Gioia Mariani            |
| 1971 | Un pugno di mosche                   | Domenico Seren Gay e Giorgio Seren Gay                    | Arbik e Franco Zauli                               | Flashmen                 |
| 1971 | Ma cosa fai                          | Domenico Seren Gay e Giorgio Seren Gay                    | Italo Salizzato e Franco Zauli                     | Flashmen                 |
| 1971 | Non sei solo                         | Domenico Seren Gay e Giorgio Seren Gay                    | Italo Salizzato e Franco Zauli                     | Flashmen                 |
| 1971 | Perché ragazza                       | Laura Zanin                                               | Arbik e Franco Zauli                               | Gianni Giuffrè           |
| 1971 | La mia donna è lei                   | Vincenzo Nocera e Giessegi                                | Italo Salizzato e Franco Zauli                     | Gianni Giuffrè           |
| 1971 | Una parola                           | Domenico Serengay e Giorgio Serengay                      | Arbik, Mario Scrivano e Franco Zauli               | I Flashmen               |
| 1971 | L'Incertezza                         | Domenico Serengay e Giorgio Serengay                      | Italo Salizzato, Mario Scrivano e Franco Zauli     | I Flashmen               |
| 1972 | Questo è amore                       | Giorgio Seren Gay e Vic Nocera                            | Italo Salizzato e Franco Zauli                     | Uh!                      |
| 1972 | Sempre in mente lei                  | Domenico Serengay e Vic Nocera                            | Giuseppe Damele e Franco Zauli                     | Uh!                      |
| 1972 | Il bene che mi vuoi                  | Domenico Serengay e Vic Nocera                            | Arbik e Franco Zauli                               | Uh!                      |
| 1972 | Più nessuno al campo                 | Giorgio Seren Gay e Vic Nocera                            | Agicor e Franco Zauli                              | Uh!                      |
| 1972 | Solo                                 | Domenico Serengay, Giorgio Seren Gay e Vic Nocera         | Mario Scrivano, Alfonso Corsini e Franco Zauli     | Uh!                      |
| 1972 | Militare non partire                 | Domenico Serengay Giorgio Seren Gay e Francesco Specchia  | Oronzo Leuzzi e Franco Zauli                       | Gianna Pindi             |
| 1972 | Eri sincera                          | Vic Nocera e Giessegi                                     | Franco Zauli                                       | Paolo Tomelleri          |
| 1973 | Tu mi regali l'estate                | Virgilio Riccieri                                         | Willy Brezza e Franco Zauli                        | Miro                     |
| 1974 | Peccato                              | Luciana Medini                                            | Mario Mellier e Franco Zauli                       | Cristina Gamba           |
| 1974 | Sola                                 | Mario Mellier e Vic Nocera                                | Roberto Lipari e Franco Zauli                      | Cristina Gamba           |
| 1975 | Lasciami un sorriso                  | Giorgio Seren Gay                                         | Franco Zauli e Mario Scrivano                      | I Gregor                 |
| 1975 | Cento ragazze                        | Domenico Seren Gay e Giorgio Seren Gay                    | Franco Zauli e Mario Scrivano                      | I Gregor                 |
| 1975 | Samba Pamela                         | Strumentale                                               | Franco Zauli, Bernestin e Mario Scrivano           | I Gregor                 |
| 1975 | Profumi di fiori                     | Domenico Seren Gay e Giorgio Seren Gay                    | Beppe Cantarelli e Franco Zauli                    | I Quid                   |
| 1975 | Non riesco a dirti no                | Domenico Seren Gay e Giorgio Seren Gay                    | Beppe Cantarelli e Franco Zauli                    | I Quid                   |
| 1980 | Luce                                 | Giorgio Oddoini                                           | Giuseppe Damele, Francesco Delfino e Franco Zauli  | I Signori della Galassia |

## Discografia

### Singoli
- 1961 - Domani ritorno a Roma/Scriverò (Cricket, SPK 1065)